# Ghyalchok
Ghyalchok (nep. घ्यालचोक) – gaun wikas samiti w zachodniej części Nepalu w strefie Gandaki w dystrykcie Gorkha. Według nepalskiego spisu powszechnego z 2001 roku liczył on 446 gospodarstw domowych i 2236 mieszkańców (1200 kobiet i 1036 mężczyzn).